# 橋本聖子

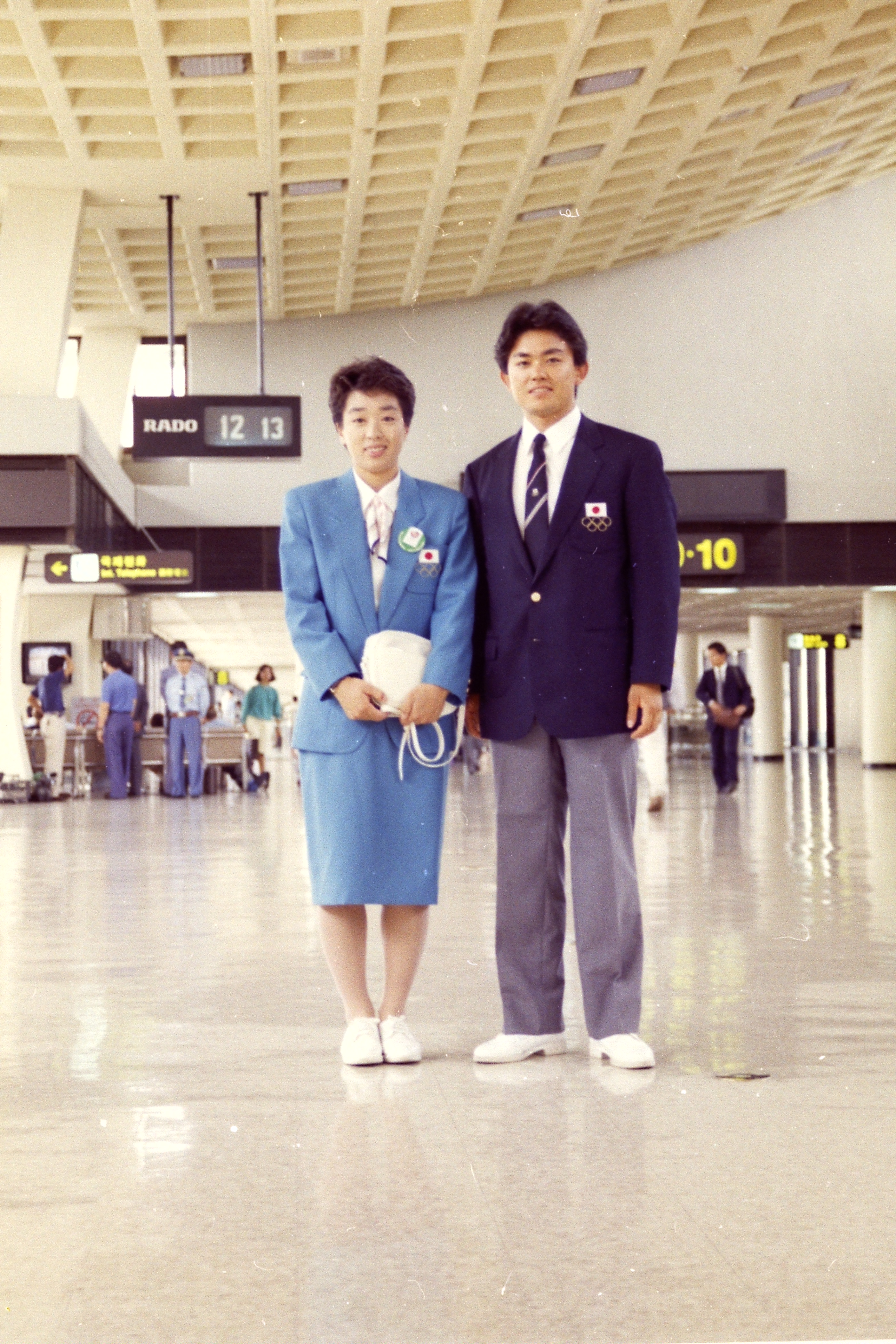
1988年ソウルオリンピック開催時、円谷義広と金浦国際空港にて

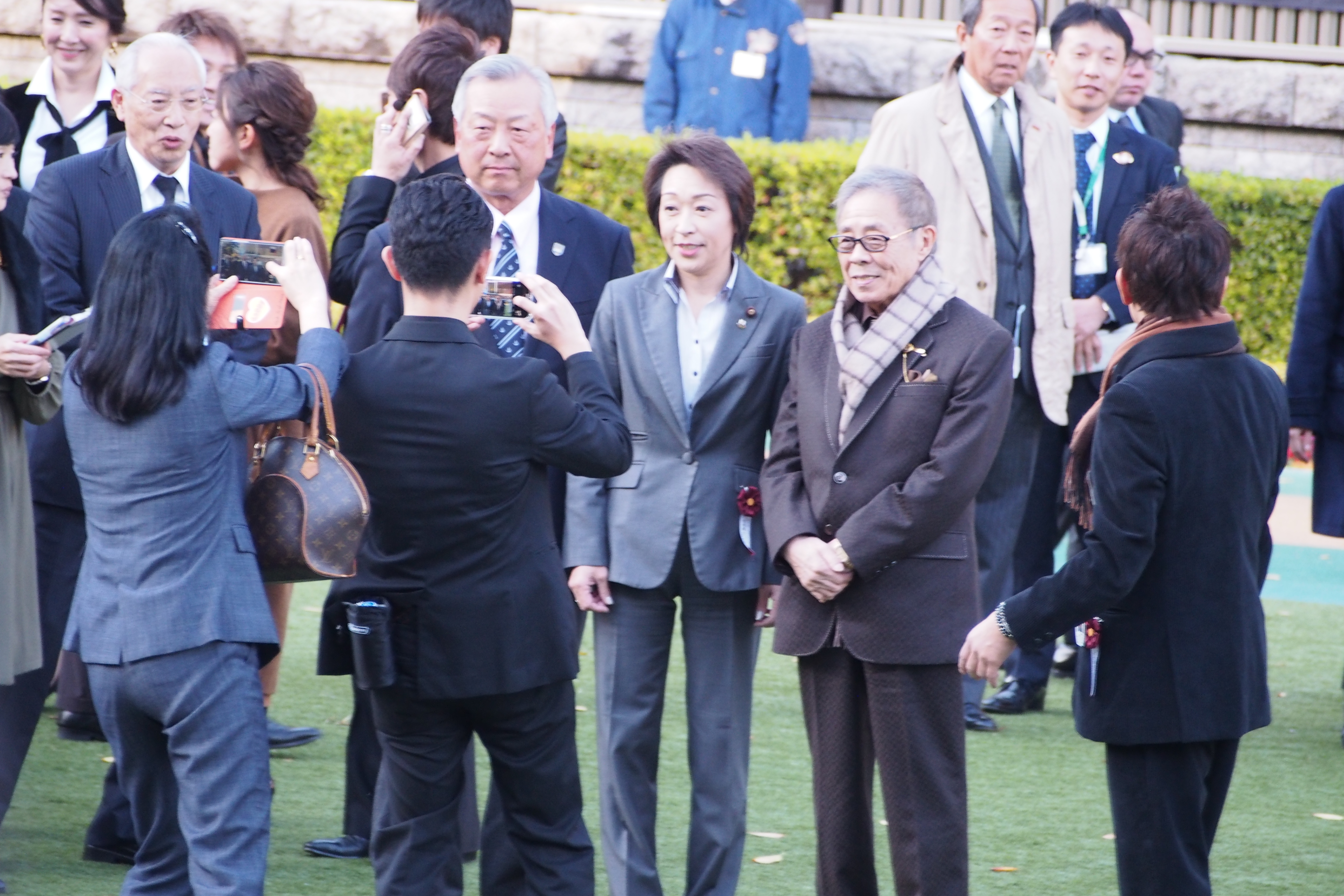
2017年ジャパンカップ開催時、北島三郎らと東京競馬場にて

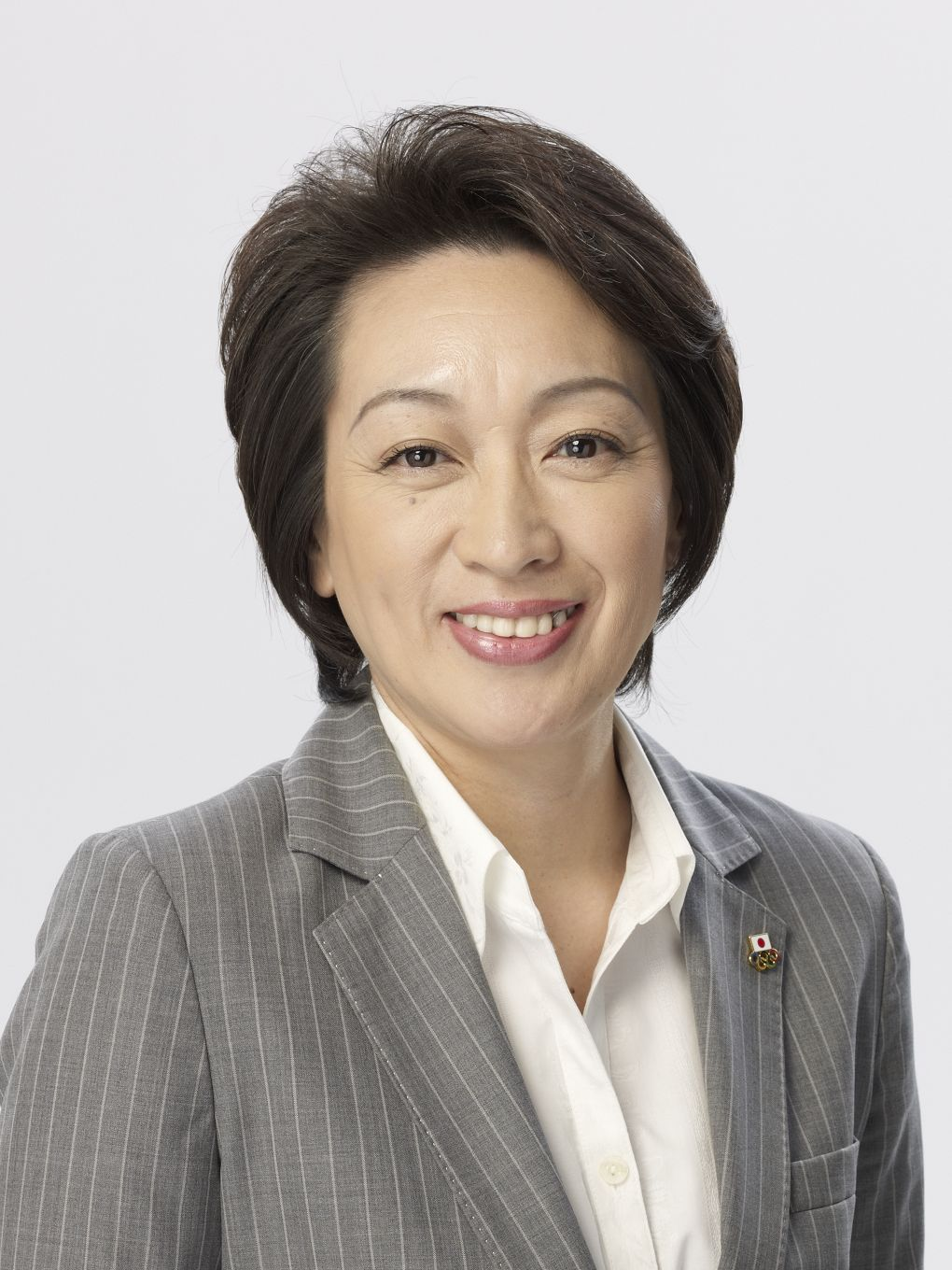
内閣広報室より入閣に際して公開された肖像写真（2010年撮影）

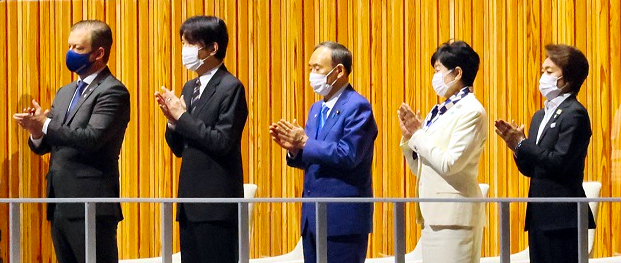
2021年9月5日、2020年東京パラリンピックの閉会式にて。左から、IPC会長アンドリュー・パーソンズ、秋篠宮文仁皇嗣、総理大臣菅義偉、都知事小池百合子、橋本聖子

橋本 聖子（はしもと せいこ、1964年〈昭和39年〉10月5日 - ）は、日本の政治家、スピードスケート・自転車競技選手。自由民主党所属の参議院議員（6期）、日本オリンピック委員会会長、日本自転車競技連盟会長、日本ライフル射撃協会会長。戸籍名は、石﨑 聖子（いしざき せいこ）。
スピードスケートおよび自転車競技でオリンピック日本代表として出場。アルベールビル冬季オリンピックスピードスケート女子1500m銅メダル。東京オリンピック競技大会・東京パラリンピック競技大会担当大臣、女性活躍担当大臣、内閣府特命担当大臣（男女共同参画）、自由民主党参議院議員会長、一般財団法人日本ドッジボール協会会長、公益財団法人日本スケート連盟会長、公益財団法人日本自転車競技連盟会長、公益財団法人日本オリンピック委員会副会長、2020年東京オリンピック・パラリンピック競技大会組織委員会会長を歴任した。

## 略歴
北海道勇払郡早来町（現・安平町）の牧場で生まれ育つ（競走馬の牧場である橋本牧場）。祖父母は開拓者で、父方は宮城県三本木町から、母方は奈良県十津川村から入植した。4人兄弟の末子。
父親の方針で3歳でスケート開始。小学3年の時、腎臓病にかかり、2か月間入院。2年間スポーツを禁止される。
中学3年の時、全日本選手権を初制覇の後、駒澤大学附属苫小牧高等学校に入学。全日本スプリント、全日本選手権で優勝。以後、10年間にわたって全日本選手権を制覇。高校1年で世界選手権の日本代表に史上最年少で選ばれる。
原因不明の呼吸器系の病気にかかり生死の境をさまようが、後に全日本選手権で「4種目完全制覇」を達成。
1983年、高校卒業後、富士急行株式会社へ入社。1994年、富士急行株式会社退社。
30歳のときに自由民主党の当時の幹事長だった森喜朗から「参議院選挙に出馬をしないか」とすすめられる。1995年、第17回参議院議員通常選挙の比例区に自民党から立候補し初当選。
国会議員とスポーツ選手の二足のわらじを履く。日中は議員活動、早朝、深夜にトレーニングを行う。午前3時に起きて自転車に乗り、昼間に国会議員としての活動をして、夜9時すぎから2時間のウエイトトレーニングという日課を繰り返し、土日の地方講演には自転車で移動をするなどして練習に充てていた。
1996年、現職国会議員としてアトランタオリンピックの自転車競技2種目に出場するも、12位と9位に終わる。この経験はスポーツの振興や人材育成に取り組む上で大きな財産になった。現役スポーツ選手続行の体力があると自負していたものの、国会議員としてのオリンピック出場が政界とスポーツ界の両方から批判をされたことを理由に「両方の世界を傷つけた」としてスポーツ選手としての現役引退を決意する。
1998年、一般人の男性（警視庁警察官）と結婚。
2000年8月、園田天光光以来51年ぶり、現役国会議員として2人目、参議院議員としては初の出産。これに先立ち、妊娠判明後の同年3月、出産による本会議欠席を認める参議院規則改正が行われ、事実上、国会議員の産休が制度化する。橋本は直前まで議員活動をし、入院後2時間で初の出産。
2014年ソチ五輪では選手団団長を務めた。閉会式後のパーティーで、フィギュアスケート選手の高橋大輔に対してキスを強要したとして一部週刊誌で報じられたが、双方が強要やセクハラについて否定するコメントを出した。
2015年、フランス共和国国家功労勲章シュヴァリエを受章。
2022年、IOCから、女性のスポーツ参加に貢献した関係者や団体に贈られる「女性スポーツ賞」で最高位となる世界賞を受賞。日本人の受賞は初めて。2020年東京五輪・パラリンピック組織委員会の女性理事の割合を約４割に引き上げるなど、ジェンダー平等の取り組みを進めたことが評価された。

## 役職
- 1995年7月 - 第17回参議院議員通常選挙に比例区から立候補、初当選。
- 2000年7月 - 北海道開発総括政務次官就任。
- 2001年
  - 7月 - 第19回参議院議員通常選挙に比例区から立候補、当選（2期目）
  - 8月 - 参議院文教科学委員長就任。
- 2003年9月 - 自由民主党副幹事長就任。
- 2004年9月 - 自由民主党副幹事長退任。
- 2005年9月 - 自由民主党女性局長。
- 2006年6月18日 - 日本スケート連盟会長。
- 2007年
  - 北海道トライアスロン連合会長／トライアスロン議員連盟 幹事長
  - 7月 - 第21回参議院議員通常選挙に比例区から立候補、当選（3期目）
  - 9月 - 2007年自由民主党総裁選挙で、立候補者・福田康夫元内閣官房長官の推薦人代表となる。
- 2008年9月 - 麻生内閣で外務副大臣に就任。
- 2012年12月 - 第2次安倍内閣で自民党参議院政策審議会長に就任。
- 2013年7月 - 第23回参議院議員通常選挙で比例区から立候補、当選（4期目）
- 2016年7月 - 自民党参議院議員会長に就任[9]。女性として初の自民党参議院議員会長であると同時に、就任の時点において閣僚経験のない初の自民党参議院議員会長である（現行憲法下での閣僚経験のない自民党参院議員会長としては野村吉三郎[注 1]（第2代自民党参議院議員会長）以来およそ60年ぶりであった）。
- 2019年
  - 7月 - 第25回参議院議員通常選挙で比例区から立候補、当選（5期目）
  - 7月 - 自民党参議院議員会長を退任
  - 9月 - 第4次安倍第2次改造内閣で東京オリンピック・パラリンピック競技大会担当、女性活躍担当、内閣府特命担当大臣（男女共同参画）として初入閣。
- 2020年9月 - 菅義偉内閣でも東京オリンピック・パラリンピック競技大会担当、女性活躍担当、内閣府特命担当大臣（男女共同参画）再任。内閣総理大臣臨時代理就任順位第5位に指定された[10]。
- 2021年2月18日 - 内閣府特命担当大臣を辞任し（後任には丸川珠代が入閣し就任）[11] [12]、同日、東京オリンピック・パラリンピック競技大会組織委員会会長に就任（女性蔑視発言を受けて辞任した森喜朗元首相の後任として）[13]。19日に会長就任に伴い政治的公平性を期すため自由民主党に離党届を提出。22日に受理された。
- 2022年
  - 7月1日 - 大会組織委員会が解散した事に伴い、自由民主党に復党した[14]。
  - 8月 - 自民党両院議員総会長に就任
- 2023年
  - 8月 - 日本自転車競技連盟会長（代表理事）に就任
- 2025年
  - 6月14日 - 日本ライフル射撃協会会長に就任[15]
  - 6月26日 - 日本オリンピック委員会会長に就任[16]
  - 7月 - 第27回参議院議員通常選挙で比例区から立候補、当選（6期目）

## 選挙歴
| 当落 | 選挙                     | 執行日         | 年齢 | 選挙区       | 政党       | 得票数     | 得票率 | 定数 | 得票順位 /候補者数 | 政党内比例順位 /政党当選者数 |
| ---- | ------------------------ | -------------- | ---- | ------------ | ---------- | ---------- | ------ | ---- | ------------------ | ---------------------------- |
| 当   | 第17回参議院議員通常選挙 | 1995年07月23日 | 30   | 参議院比例区 | 自由民主党 | ーー票     | ーー   | 50   | 13/                | 13/15                        |
| 当   | 第19回参議院議員通常選挙 | 2001年07月29日 | 36   | 参議院比例区 | 自由民主党 | 26万5545票 | ーー   | 48   | 6/27               | 6/20                         |
| 当   | 第21回参議院議員通常選挙 | 2007年07月29日 | 42   | 参議院比例区 | 自由民主党 | 22万1361票 | 3.7%   | 48   | 11/35              | 11/14                        |
| 当   | 第23回参議院議員通常選挙 | 2013年07月21日 | 48   | 参議院比例区 | 自由民主党 | 27万9952票 | 6.4%   | 48   | 5/29               | 4/18                         |
| 当   | 第25回参議院議員通常選挙 | 2019年07月21日 | 54   | 参議院比例区 | 自由民主党 | 22万5617票 | 4.5%   | 50   | 8/33               | 8/19                         |
| 当   | 第27回参議院議員通常選挙 | 2025年07月20日 | 60   | 参議院比例区 | 自由民主党 | 17万6404票 |        | 50   | 7/33               | 7/12                         |

## スポーツ活動

### 主な戦績
- 1984年、サラエボ冬季オリンピック出場。当時スピードスケート女子全種目の4種目に出場したが、いずれも8位以内（入賞）には届かなかった（500m11位、1000m12位、1500m15位、3000m19位）。
- 1988年、カルガリー冬季オリンピックではスピードスケート女子全種目の5種目に出場し、全ての種目で日本記録を更新の上、入賞を果たす（500m5位、1000m5位、1500m6位、3000m7位、5000m6位）。但し3000mでは、同走の選手にクロッシングゾーンで本来譲られるべき走路（ほぼ同走時にはアウトからインに入るコースの選手が優先権）を、邪魔されてしまうアクシデントがあった（その同走選手は走路妨害を取られて失格）。さらに最後の出場種目だった5000mでは、レース終盤に苦悶の表情ながらも懸命に滑り続け、そして最後は完全に力尽きてしまい転倒してのゴールとなった（後に橋本本人は「あのゴール直後の転倒は私自身非常に恥ずかしく、スケート人生の中で一番悔いの残るレースだった」と語っている[17]）。
- 同1988年、ソウル夏季オリンピックに自転車の代表選手として出場した。このため、関ナツエとともに、日本人として男女を通して史上初めて冬・夏両方のオリンピックに出場した[18]
- 1990年、世界オールラウンドスピードスケート選手権大会において、500m優勝を含む日本人初の総合銀メダル。
- 1992年のアルベールビル冬季オリンピックも女子スピードスケート全5種目出場。女子1500mでの橋本は、序盤から中盤まで積極的に飛ばし続け、終盤ラップタイムが落ちたものの屋外リンク自己記録の2分6秒88をマーク。結果3位入賞を果たし、日本人女性としては史上初となる冬季オリンピックで銅メダルを獲得する快挙を達成した[19]。1000mは5位入賞だった（他500m12位、3000m12位、5000m9位）。
- 1992年バルセロナオリンピック出場（自転車競技）。女子3000m個人追抜で11位。
- 1994年、リレハンメル冬季オリンピック出場。日本選手団の主将を務め、女子スピードスケートでは500mを除く4種目に出場。特に3000mでは、600m付近で当時世界記録保持者のグンダ・ニーマンの転倒に巻き込まれ、橋本自らも転んでしまい左肘と左脇腹に打撲傷を負うハプニングがあった。その後橋本の再レースが認められ、約1時間経過後の再レースでは当時の日本新記録となる6位入賞を果たした。5000mでも8位入賞だった（他1500m9位、1000m21位）。
- 1996年アトランタオリンピック出場（自転車競技）。女子3000m個人追抜で12位、女子2万4000mポイントレースで9位。
- 合計7回（冬季大会4回・夏季大会3回）のオリンピック出場は日本女子最多記録である（世界最多記録は9回出場のニノ・サルクヴァゼが保有）。

### 引退後

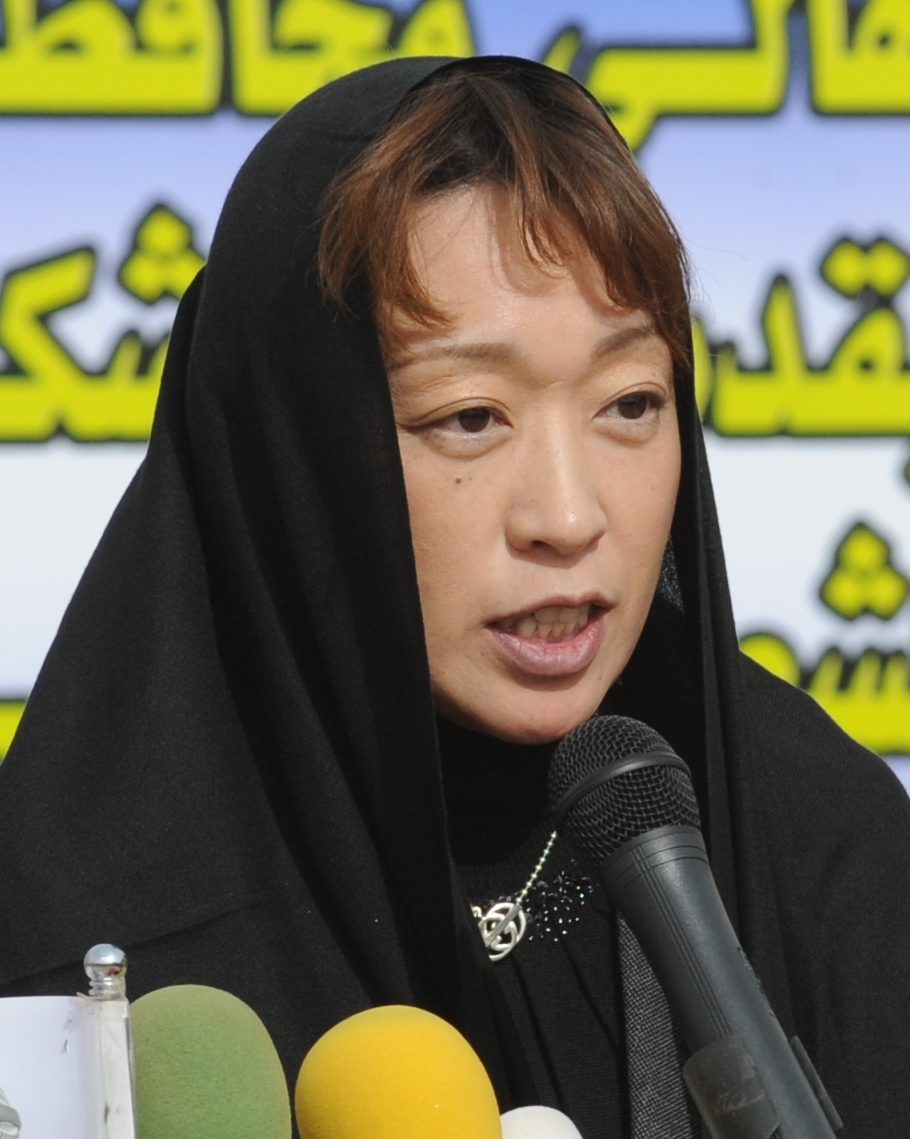
2008年、イラクにて

現役引退後は後進の指導に当たる。個人の芸能マネジメント事務所「セイコ・ハシモト・インターナショナル（SHI）」を設立し、代表取締役に就任。
- 2006年7月1日付けで日本スケート連盟会長に就任する。また、日本オリンピアンズ協会の理事も務めている。
- 2008年10月30日、麻生内閣発足に際して外務副大臣に就任したため日本スケート連盟会長職を休職した。これは国務大臣・副大臣・大臣政務官については「公益法人その他これに類する諸団体については、報酬のない名誉職等を除き、その役職員を兼職してはならない。」とする「国務大臣、副大臣及び大臣政務官規範」の規定によるものである。2009年9月16日、内閣総辞職に伴い外務副大臣を退任したため、日本スケート連盟会長職に復帰した。
- 2009年11月17日、日本オリンピック委員会理事に就任し、バンクーバー冬季五輪選手団長となる[21]。2012年、ロンドン夏季オリンピック選手団副団長。2013年には、日本オリンピック委員会常務理事となり[22]、女性として初めて、日本オリンピック委員会選手強化本部長を兼務[23]。2014年、ソチ冬季オリンピック選手団長となる。2015年、リオ夏季オリンピック選手団長となる[24]。2017年、日本オリンピック委員会副会長に就任[25]。
- 2009年12月21日、日本女子プロ野球機構名誉顧問に就任。
- 2010年、国会開会中ながらバンクーバーオリンピックに日本選手団の団長として参加。女性として初めてオリンピック日本選手団団長となった。スノーボード男子ハーフパイプ出場の國母和宏の服装問題で出場辞退の話が浮上した際には、団長として國母に開会式への出席辞退と謝罪会見をさせた上で「彼に責任を果たす為チャンスを与えた。最終的には私本人の責任。子供達へ夢を与えるのが彼の最大の仕事で、変わった姿を見届ける義務が有る」として、競技へ出場させるという裁定を下した。
- 2012年12月には日本自転車競技連盟の会長に就任。2008年から東京都自転車競技連盟の会長に就任していた。
- 2012年より、日本ハンドボール協会顧問[26]を務め、副会長に就任。
- 2012年に発覚した柔道全日本女子の園田隆二監督及びコーチらの女子柔道強化選手への暴力問題に関する、日本オリンピック委員会「緊急調査対策プロジェクト」メンバーを勤める。2013年2月6日自民党参議院議員総会において、暴力問題を告発した15名の強化選手について「プライバシーを守ってもらいながらヒアリングをしてもらいたいというのは、決していいことでない」「あまりにも選手のプライバシーを守ろうとする観点から、15人の選手が表に出ていないことをどう判断するか。非常に大きな問題だ」と語った[27][28]。これが、告発に対する否定的な見解として問題化したため、後に「公表しないことに厳しい意見もあることから、どういう方法で選手を守り、経緯や事実を明らかにするか検討すべきという考えだ」と釈明するコメントを出した[29]。また、2013年、全日本柔道連盟外部理事に就任[30]。
- 2013年1月、日本自転車競技連盟会長に就任[31]。
- 2015年10月、全日本スキー連盟理事に就任[32][33]。
- 2017年6月、日本ライフル射撃協会副会長に就任[34]。
- 2017年7月、日本ホッケー協会副会長に就任[35]。

その他、後述の通り父が馬主であったことから、日本競馬にも幼き頃より造詣があり、自由民主党の競馬推進議員連盟の会長にも就いている。

## 受賞・栄典
受賞
- 1985年 北海道民栄誉賞
- 1986年 エイボン女性スポーツ賞
- 1988年 山梨県民栄誉賞
- 1988年 北海道新聞スポーツ賞
- 1989年 朝日体育賞
- 1989年 日本ユネスコフェアプレー賞
- 1994年 文部大臣賞
- 2021年 五輪オーダー功労章金章
- 2022年 IOC 女性スポーツ賞

栄典
-  フランス：国家功労勲章シュヴァリエ - （2015年）
-  オリンピック：オリンピック勲章ゴールド - （2021年）

## 政策・主張
- 2007年12月7日に「南京の真実を検証する国民の集い」にメッセージを送った[41]。
- 2007年の第16回統一地方選挙においては自民党道連会長として、リレハンメル五輪で銅メダルを獲得したスピードスケート選手・堀井学に北海道議会議員選挙への出馬を要請した（登別市選挙区から立候補した堀井は当選）[要出典]。
- 2001年の時点では選択的夫婦別姓制度には反対していた[42]。2019年の調査では「どちらとも言えない」としていた[43]。2020年10月9日の記者会見で、男女共同参画担当相として、「国民がどう望んでいるのか前向きに検討することは、非常に前進だと感じてもらえる」として、選択的夫婦別姓の導入に向けた議論に取り組む姿勢を示した[44]。
- 2012年、ルネサンス佐世保散弾銃乱射事件を契機に改正された銃刀法の所持項目等を高校生射撃部員を増やすため緩めたい意向を明らかにした[45]。
- 憲法9条の改正に賛成し、自衛隊を他国同様の「国防軍」にすべき（2013年毎日新聞アンケート）。
- 日本の核武装について、国際情勢によっては武装すべき（同上）。
- 首相や閣僚の靖国神社参拝は問題ないとしている（同上）[46]。
- 2020年、男女共同参画担当大臣として、性犯罪者へのGPS機器の装着義務化等を検討する政府の方針を発表した[47]。
- 2016年12月9日、第192回国会で部落差別の解消の推進に関する法律案（衆議院提出）に賛成票を投じた[48]。

## 人物
- 1964年東京オリンピックの直前に生まれ、聖火にちなんで「聖子」と名付けられた[49]。このことから、後にマスコミで「五輪の申し子」と呼ばれる[50]。
- オリンピック出場7回は女子として日本最多記録である[51][52]。
- 幼少期から慢性腎炎や呼吸筋不全症、B型肝炎などの疾患を抱えている[2]。ライフワークは「スポーツ文化をキーワードに健康寿命を延伸させ、余暇を充実させ誰もが心豊かに生きることができる環境づくり」である[2]。

## 不祥事

### 政治資金パーティー収入の裏金問題
2023年12月1日、朝日新聞が、自民党5派閥が開いた政治資金パーティーをめぐる問題で、清和政策研究会（安倍派）が、所属議員が販売ノルマを超えて集めた分の収入を裏金として議員側にキックバックする運用を組織的に続けてきた疑いがあるとスクープした。安倍派は2018～2022年に毎年1回パーティーを開き、計6億5884万円の収入を政治資金収支報告書に記載している。一方、収入・支出のいずれにも記載していない裏金の総額は直近5年間で1億円を超えるとされ（のちに5億円に修正）、共同通信は「実際のパーティー収入は少なくとも8億円前後に膨らむ可能性がある」と報じた。清和政策研究会の政治資金収支報告書の記載内容は下記のとおり。
| 年月日        | パーティー名                 | 会場               | 収入        | 購入者数 | 出典 |
| ------------- | ---------------------------- | ------------------ | ----------- | -------- | ---- |
| 2018年5月22日 | 清和政策研究会との懇親の集い | 東京プリンスホテル | 2億802万円  | 7,021人  | [62] |
| 2019年5月21日 | 清和政策研究会との懇親の集い | 東京プリンスホテル | 1億5338万円 | 5,177人  | [63] |
| 2020年9月28日 | 清和政策研究会との懇親の集い | 東京プリンスホテル | 1億262万円  | 3,464人  | [64] |
| 2021年12月6日 | 清和政策研究会との懇親の集い | 東京プリンスホテル | 1億2万円    | 3,376人  | [65] |
| 2022年5月17日 | 清和政策研究会との懇親の集い | 東京プリンスホテル | 9480万円    | 3,200人  | [57] |
| （合計）      |                              |                    | 6億5884万円 |          |      |
パーティー券は通常1枚2万円であるため、販売枚数が推計できるが、枚数に対する購入者の比率は2018年から2022年にかけてすべて「0.675」で統一されている。日本大学名誉教授の岩井奉信は「絶対にあり得ない」とし、安倍派は政治資金収支報告書に架空の購入者数を記入したとみられる。
同年12月10日、直近5年間に1,000万円を超えるキックバックを受けた議員は松野博一官房長官のほか、橋本など10人以上いるとみられると報じられた。12月22日、安倍派においては、議員側の「中抜き」を含む3つのパターンで裏金づくりを行っていたことが関係者の証言により明らかとなった。12月25日、安倍派では少なくとも参議院議員選挙があった2019年と2022年に開いたパーティーについて、改選となる参議院議員に販売ノルマを設けず、集めた収入を全額キックバックしていたことが報道により明らかとなった。
2024年4月4日、自民党は党紀委員会を開き、橋本を党役職停止1年とするなどの処分を決定した。同年8月、東京地検特捜部は橋本と会計責任者を嫌疑不十分、事務担当者については起訴猶予で、いずれも不起訴処分とした。東京第一検察審査会は2025年4月10日付で事務担当者について、「虚偽記入額は国民感覚からすれば高額で悪質」として不起訴不当と議決した。橋本と会計責任者については不起訴相当とした。議決を受け特捜部は再捜査を行ったが、5月14日に事務担当者を再び不起訴とした。

### その他
- 橋本が代表を務める自民党支部が、2015年2月に農林水産省の補助金対象となった北海道内の2つの企業（下河辺牧場と社台コーポレーション）から計42万円の寄付を受けていたことが、2016年11月公開の政治資金収支報告書により判明。国の補助金などの交付決定を受けた法人に対し、通知から1年を経過するまで政党や政治資金団体への寄付を禁じる政治資金規正法に抵触していたことが発覚した。橋本は「補助金対象とは知らなかった」として、寄付金の一部を返還することとした[78]。

## 家族・親族
実家は養牛で知られ、父の善吉（2020年10月死去）はマルゼン橋本牧場を経営し「牛のハシモト」として知られた牛の仲買商。後にJRA顕彰馬となったサラブレッドのマルゼンスキーのオーナーとしても知られる。橋本善太は甥。
母方の大叔父には新十津川村長、衆議院議員を務めた松実喜代太がいる。衆議院議員を務めた高橋辰夫は義理の兄（姉の夫）である。
現在、3男3女あり（実子3人。夫と死別した前妻との子供3人）。現在は千葉県在住。

## 支援団体
- 宗教法人曹洞宗およびMOA（明るい社会をつくる会）の支援を受けている[81]。

## 所属団体・議員連盟
- ボーイスカウト振興国会議員連盟（理事）
- 日本会議国会議員懇談会（幹事）[82]
- 親学推進議員連盟
- 北京オリンピックを支援する議員の会
- TPP交渉における国益を守り抜く会
- アイヌ政策を推進する議員の会
- 全ての女性の安心・安全と女子スポーツの公平性を守る議員連盟（共同代表）[83]
- 自転車活用推進議員連盟（副会長）[84]

## 著書
- 「聖火に恋して」（日刊スポーツ出版社、東京、1995年2月 ISBN 978-4-81720138-6

## 論文
- CiNii収録論文（No.5,17を除く） 国立情報学研究所